# Elinor Mead Howells
Elinor Mead Howells (1 de maig de 1837 - 6 maig 1910) va ser una artista, arquitecta i aristocrata estatunidenca. Va dissenyar la casa William Dean Howells, situada a Cambridge. Va casar amb l'escriptor William Dean Howells.

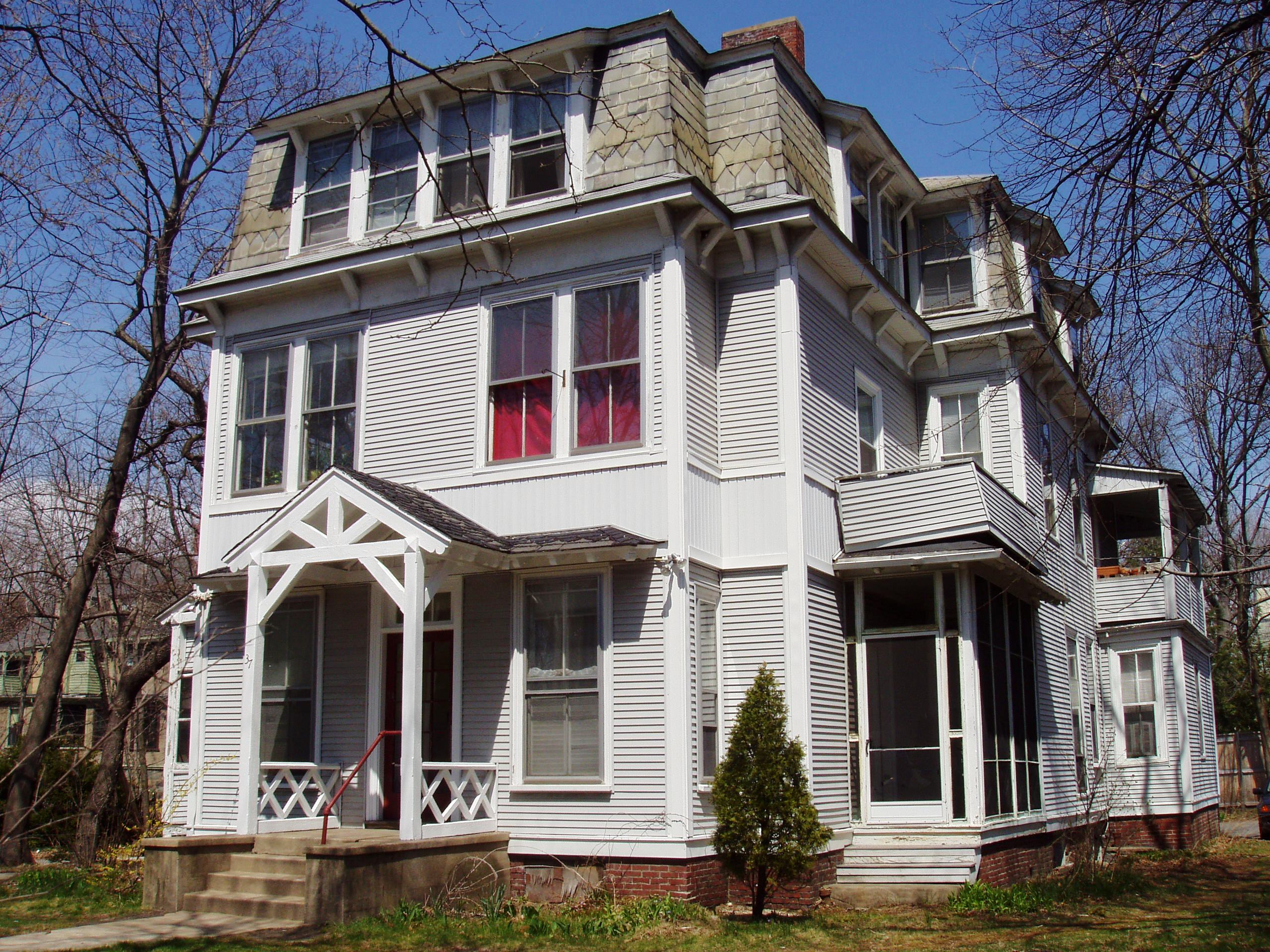
Casa de William D. Howells a Cambridge, Massachusetts, dissenyada per E. M. Howells.

## La casa de William Dean Howells
La casa es troba en el número 37 de l'avinguda Concord, a Cambridge (Massachusetts). Va ser dissenyada per E. M. Howells i R.C. Groverstein com a residència de la família Howells. Des de 1982 està inclosa en el Registre Nacional de Llocs Històrics dels Estats Units.